# Emmenopterys rehderi
Emmenopterys rehderi là một loài thực vật có hoa trong họ Thiến thảo. Loài này được F.P.Metcalf mô tả khoa học đầu tiên năm 1932.